# Epizeuxis gopheri
Epizeuxis gopheri är en fjärilsart som beskrevs av Smith 1899. Epizeuxis gopheri ingår i släktet Epizeuxis och familjen nattflyn. Inga underarter finns listade i Catalogue of Life.